# Discografia de Blink-182
Este anexo lista a discografia da banda Blink-182.

## Álbuns de estúdio
| Ano  | Detalhes | Posições | Posições | Posições | Posições | Posições | Posições | Posições | Posições | Posições | Posições | Posições | Posições | Certificações |
| Ano  | Detalhes | EUA      | RU       | CAN      | AUS      | AUT      | BEL      | FRA      | ITA      | HOL      | NZ       | NOR      | SUE      | Certificações |
| ---- | --- | -------- | -------- | -------- | -------- | -------- | -------- | -------- | -------- | -------- | -------- | -------- | -------- | ------------- |
| 1994 | Cheshire Cat - Data de lançamento: 17 de Fevereiro de 1994 - Gravadora: Grilled Cheese Records - Produtor: O             | —        | —        | —        | —        | —        | —        | —        | —        | —        | 27       | —        | —        | - RU: prata   |
| 1997 | Dude Ranch - Data de lançamento: 17 de Junho de 1997 - Gravadora: MCA Records - Produtor: Mark Trombino                  | 67       | —        | —        | 25       | —        | —        | —        | —        | —        | —        | —        | —        | - RU: Ouro    |
| 1999 | Enema of the State - Data de lançamento: 1º de Junho de 1999 - Gravadora: MCA Records - Produtor: Jerry Finn             | 9        | 15       | 7        | 4        | 6        | 11       | 60       | 5        | 39       | 2        | 31       | 23       | - EU: Platina |
| 2001 | Take Off Your Pants and Jacket - Data de lançamento: 13 de Junho de 2001 - Gravadora: MCA Records - Produtor: Jerry Finn | 1        | 4        | 1        | 2        | 3        | 15       | 13       | 4        | 36       | 10       | 15       | 26       | - BRA: Ouro   |
| 2003 | Blink-182 - Data de lançamento: 18 de Novembro de 2003 - Gravadora: Geffen Records - Produtor: Jerry Finn                | 3        | 22       | 1        | 7        | 16       | 27       | 26       | —        | 71       | 10       | 22       | 46       | - RU: Platina |
| 2011 | Neighborhoods - Lançamento: 27 de setembro de 2011 - Gravadora: DGC - Formato: CD, LP, CS, download                      | 2        | 6        | 2        | 2        | 7        | 21       | 33       | 11       | 58       | 3        | 26       | 32       | - RU: Prata   |
| 2016 | California - Lançamento: 1 de julho de 2016 - Gravadora: BMG - Formato: CD, CS, download                                 | 1        | 1        | 1        | 2        | 2        | 9        | 29       | 4        | 21       | 4        | 18       | 26       | - RU: Ouro    |
| 2019 | Nine - Lançamento: 20 de setembro de 2019 - Gravadora: Columbia Records - Formato: CD, CS, download                      | 3        | 6        | 5        | 4        | 8        | 16       | 55       | 11       | 37       | 21       | —        | 58       |               |
| 2023 | One More Time... - Lançamento: 20 de outubro de 2023 - Gravadora: Columbia Records - Formato: CD, LP, CS, download       |          |          |          |          |          |          |          |          |          |          |          |          |               |

## Álbuns ao vivo
| Ano  | Detalhes | Posições | Posições | Posições | Posições | Posições | Posições | Posições | Posições | Posições | Posições | Posições | Posições | Certificações |
| Ano  | Detalhes | EUA      | RU       | CAN      | AUS      | AUT      | BEL      | FRA      | ITA      | HOL      | NZ       | NOR      | SUE      | Certificações |
| ---- | --- | -------- | -------- | -------- | -------- | -------- | -------- | -------- | -------- | -------- | -------- | -------- | -------- | ------------- |
| 2000 | The Mark, Tom, and Travis Show (The Enema Strikes Back!) - Data de lançamento: 7 de Novembro de 2000 - Gravadora: MCA Records - Produtor: Jerry Finn | 8        | 69       | 4        | 6        | 38       | —        | 59       | —        | —        | 10       | —        | —        | - RU: Prata   |

## Compilações
| Ano  | Detalhes                                                                                                  | Posições | Posições | Posições | Posições | Posições | Posições | Posições | Posições | Posições | Posições | Posições | Posições | Certificações |
| Ano  | Detalhes                                                                                                  | EUA      | RU       | CAN      | AUS      | AUT      | BEL      | FRA      | ITA      | HOL      | NZ       | NOR      | SUE      | Certificações |
| ---- | --- | -------- | -------- | -------- | -------- | -------- | -------- | -------- | -------- | -------- | -------- | -------- | -------- | ------------- |
| 2005 | Greatest Hits - Data de lançamento: 1º de Novembro de 2005 - Gravadora: Geffen Records - Produtor: Vários | 6        | 6        | 3        | 4        | 21       | —        | —        | —        | —        | 23       | —        | —        | - RU: Platina |

## EPs
| Ano  | Detalhes |
| ---- | --- |
| 2012 | Dogs Eating Dogs - Data de lançamento: 18 de dezembro de 2012 - Gravadora: Independente - Produtor: Blink-182 |

## Singles
| Ano  | Título                          | Posições | Posições | Posições | Posições  | Posições | Posições | Posições | Posições | Posições | Posições | Posições | Certificado (EUA) | Certificado (AUS) | Álbum                                                    |
| Ano  | Título                          | EUA      | EUA Pop  | EUA Mod. | EUA Main. | EUA 40   | CAN      | RU       | AUS      | AUT      | ITA      | SUE      | Certificado (EUA) | Certificado (AUS) | Álbum                                                    |
| ---- | ------------------------------- | -------- | -------- | -------- | --------- | -------- | -------- | -------- | -------- | -------- | -------- | -------- | ----------------- | ----------------- | -------------------------------------------------------- |
| 1995 | "M+M's"                         | —        | —        | —        | —         | —        | —        | —        | —        | —        | —        | —        | -                 | -                 | Cheshire Cat                                             |
| 1996 | "Wasting Time"                  | —        | —        | —        | —         | —        | —        | —        | —        | —        | —        | —        | -                 | -                 | Cheshire Cat                                             |
| 1996 | "Lemmings"                      | —        | —        | —        | —         | —        | —        | —        | —        | —        | —        | —        | -                 | -                 | Dude Ranch                                               |
| 1997 | "Dammit"                        | —        | —        | 11       | 26        | —        | —        | —        | 34       | —        | —        | —        | -                 | -                 | Dude Ranch                                               |
| 1997 | "Apple Shampoo"                 | —        | —        | —        | —         | —        | —        | —        | —        | —        | —        | —        | -                 | -                 | Dude Ranch                                               |
| 1998 | "Dick Lips"                     | —        | —        | —        | —         | —        | —        | —        | —        | —        | —        | —        | -                 | -                 | Dude Ranch                                               |
| 1998 | "Josie"                         | —        | —        | —        | —         | —        | —        | —        | 31       | —        | —        | —        | -                 | -                 | Dude Ranch                                               |
| 1999 | "What's My Age Again?"          | 58       | 40       | 2        | 19        | 28       | —        | 17       | 42       | —        | 4        | 44       | -                 | -                 | Enema of the State                                       |
| 2000 | "All the Small Things"          | 6        | 17       | 1        | —         | 8        | —        | 2        | 8        | 4        | 6        | 7        | -                 | Platina           | Enema of the State                                       |
| 2000 | "Adam's Song"                   | 101      | —        | 2        | —         | —        | —        | —        | —        | —        | —        | —        | -                 | -                 | Enema of the State                                       |
| 2000 | "Man Overboard"                 | 117      | —        | 2        | —         | —        | —        | —        | 40       | —        | —        | —        | -                 | -                 | The Mark, Tom, and Travis Show (The Enema Strikes Back!) |
| 2000 | "Dumpweed"                      | —        | —        | —        | —         | —        | —        | —        | —        | —        | —        | —        | -                 | -                 | The Mark, Tom, and Travis Show (The Enema Strikes Back!) |
| 2001 | "The Rock Show"                 | 71       | —        | 2        | —         | 33       | —        | 14       | 34       | 38       | —        | 39       | -                 | -                 | Take Off Your Pants and Jacket                           |
| 2001 | "First Date"                    | 106      | —        | 6        | —         | —        | —        | 31       | 50       | 69       | —        | 48       | -                 | -                 | Take Off Your Pants and Jacket                           |
| 2001 | "I Won't Be Home for Christmas" | —        | —        | —        | —         | —        | 1        | —        | —        | —        | —        | —        | -                 | -                 |                                                          |
| 2002 | "Stay Together for the Kids"    | 116      | —        | 7        | —         | —        | —        | —        | —        | —        | —        | —        | -                 | -                 | Take Off Your Pants and Jacket                           |
| 2003 | "Feeling This"                  | 102      | —        | 2        | —         | —        | —        | 15       | 20       | 65       | —        | 60       | Ouro              | -                 | Blink-182                                                |
| 2004 | "I Miss You"                    | 42       | 25       | 1        | —         | 15       | —        | 8        | 13       | 41       | —        | 55       | Ouro              | Ouro              | Blink-182                                                |
| 2004 | "Down"                          | —        | —        | 10       | —         | —        | —        | 24       | 35       | 59       | —        | —        | -                 | -                 | Blink-182                                                |
| 2004 | "Always"                        | —        | —        | 39       | —         | —        | —        | 36       | 45       | —        | —        | —        | -                 | -                 | Blink-182                                                |
| 2005 | "Not Now"                       | —        | —        | 18       | —         | —        | —        | 30       | —        | —        | —        | —        | -                 | -                 | Greatest Hits                                            |
| 2011 | "Up All Night"                  | 65       | —        | —        | 31        | —        | 58       | 48       | 30       | —        | —        | —        | -                 | -                 | Neighborhoods                                            |
| 2011 | "After Midnight"                | 80       | —        | —        | —         | —        | —        | 88       | —        | —        | —        | —        | -                 | -                 | Neighborhoods                                            |
| 2016 | "Bored To Death"                | —        | —        | —        | —         | —        | —        | —        | —        | —        | —        | —        | -                 | -                 | California (álbum)                                       |
| 2016 | "Shes Out Of Her Mind"          | —        | —        | —        | —         | —        | —        | —        | —        | —        | —        | —        | -                 | -                 | California (álbum)                                       |

## Vídeos
| Ano  | Detalhes | Certificações |
| ---- | --- | ------------- |
| 1999 | The Urethra Chronicles - Data de lançamento: 30 de Novembro de 1999 - Gravadora: MCA Records                               | EUA: Platina  |
| 2002 | The Urethra Chronicles II: Harder Faster Faster Harder - Data de lançamento: 7 de Maio de 2002 - Gravadora: Geffen Records | —             |

## Videoclipes
| Ano  | Título                       | Diretor                               |
| ---- | ---------------------------- | ------------------------------------- |
| 1995 | "M+M's"                      |                                       |
| 1997 | "Dammit"                     | Darren Doane e Ken Daurio             |
| 1998 | "Josie"                      | Darren Doane e Ken Daurio             |
| 1999 | "What's My Age Again?"       | Marcos Siega                          |
| 2000 | "All the Small Things"       | Marcos Siega                          |
| 2000 | "Adam's Song"                | Liz Friedlander                       |
| 2000 | "Man Overboard"              | Marcos Siega                          |
| 2001 | "The Rock Show"              | The Malloys (Brendan e Emmett Malloy) |
| 2001 | "First Date"                 | The Malloys (Brendan e Emmett Malloy) |
| 2002 | "Stay Together for the Kids" | Samuel Bayer                          |
| 2003 | "Feeling This"               | David LaChapelle                      |
| 2004 | "I Miss You"                 | Jonas Akerlund                        |
| 2004 | "Down"                       | Esteban Orial                         |
| 2004 | "Always"                     | Joseph Kahn                           |
| 2005 | "Not Now"                    | Esteban Orial                         |
| 2011 | "Up All Night"               | Isaac Rentz                           |
| 2011 | "Heart's All Gone"           | Jason Bergh                           |
| 2011 | "Wishing Well"               | Haven Lamoureux                       |
| 2011 | "After Midnight"             | Isaac Rentz                           |

## Demos
| Ano  | Detalhes                                                                          |
| ---- | --------------------------------------------------------------------------------- |
| 1993 | Flyswatter - Data de lançamento: 1993 - Gravadora: Fags in the Wilderness Records |
| 1993 | 2nd Demo - Data de lançamento: 1993 - Gravadora: ???                              |
| 1994 | Buddha - Data de lançamento: 1994 - Gravadora: Filter Records                     |

## Covers

### Em estúdio
| Canção                         | Lançada em                                     | Artista original                 |
| ------------------------------ | ---------------------------------------------- | -------------------------------- |
| "The Longest Line"             | Flyswatter                                     | NOFX                             |
| "Freak Scene"                  | Flyswatter                                     | Dinosaur Jr.                     |
| "The Girl Next Door"           | Buddha                                         | Screeching Weasel                |
| "Dancing with Myself"          | Before You Were Punk                           | Generation X                     |
| "Good Times"                   | "Apple Shampoo"                                | James Gilstrap e Blinky Williams |
| "Dead Man's Curve"             | Shake, Rattle and Roll: An American Love Story | Jan and Dean                     |
| "Another Girl, Another Planet" | Greatest Hits                                  | The Only Ones                    |

### Ao vivo
| Canção              | Artista original   |
| ------------------- | ------------------ |
| "A Letter to Elise" | The Cure           |
| "Boys Don't Cry"    | The Cure           |
| "Forgot About Dre"  | Dr. Dre e Eminem   |
| "Genie in a Bottle" | Christina Aguilera |
| "Hope"              | Descendents        |
| "I Wish"            | Skee-Lo            |
| "Ice Ice Baby"      | Vanilla Ice        |
| "No Scrubs"         | TLC                |
| "Shallow"           | Unwritten Law      |
| "Lucky"             | Britney Spears     |